# Топіка (Канзас)
Топіка (англ. Topeka) — місто (англ. city), столиця округу Шоні і штату Канзас, США. Населення — 126 587 осіб (2020).
Слово «Топіка» означає «той, хто добре вирощує potatoes». У цьому випадку слово potatoes означає не картоплю, а рослину Psoralea esculenta з родини Бобових, що росте в центрі Північної Америки, і корені якої раніше вживалися в їжу.
Топіка була заснована, як одне з так званих «вільних» містечок, заснованих для боротьби проти рабства.
На честь міста названо три кораблі ВМС США (USS Topeka), а також астероїд 54439 Топіка.

## Географія
Топіка розташована за координатами 39°2′10″ пн. ш. 95°41′41″ зх. д. / 39.03611° пн. ш. 95.69472° зх. д. (39.036170, -95.694826).  За даними Бюро перепису населення США в 2010 році місто мало площу 159,20 км², з яких 155,83 км² — суходіл та 3,36 км² — водойми.

### Клімат
| Клімат : Топіка                                                  | Клімат : Топіка | Клімат : Топіка | Клімат : Топіка | Клімат : Топіка | Клімат : Топіка | Клімат : Топіка | Клімат : Топіка | Клімат : Топіка | Клімат : Топіка | Клімат : Топіка | Клімат : Топіка | Клімат : Топіка | Клімат : Топіка |
| Показник                                                         | Січ.            | Лют.            | Бер.            | Квіт.           | Трав.           | Черв.           | Лип.            | Серп.           | Вер.            | Жовт.           | Лист.           | Груд.           | Рік             |
| Абсолютний максимум, °C                                          | 25,0            | 28,9            | 33,9            | 36,1            | 39,4            | 42,8            | 45,6            | 45,0            | 43,3            | 36,1            | 29,4            | 25,0            | 45,6            |
| Середній максимум, °C                                            | 4,4             | 7,2             | 13,6            | 19,3            | 24,4            | 29,3            | 31,9            | 31,4            | 26,9            | 20,2            | 12,6            | 5,4             | 18,9            |
| Середня температура, °C                                          | −1,3            | 1,3             | 7,1             | 12,8            | 18,3            | 23,4            | 26,1            | 25,2            | 20,2            | 13,7            | 6,6             | 0,0             | 12,8            |
| Середній мінімум, °C                                             | −6,9            | −4,6            | 0,7             | 6,4             | 12,3            | 17,6            | 20,2            | 19,0            | 13,5            | 7,1             | 0,6             | −5,4            | 6,7             |
| Абсолютний мінімум, °C                                           | −30,6           | −31,7           | −21,7           | −12,2           | −3,3            | 2,2             | 6,1             | 4,4             | −1,7            | −8,9            | −20,6           | −32,2           | −32,2           |
| Середня кількість сонячних годин на місяць                       | 177,4           | 168,8           | 212,6           | 231,7           | 268,5           | 293,0           | 326,9           | 291,7           | 233,4           | 212,4           | 157,8           | 150,5           | 2724            |
| Норма опадів, мм                                                 | 22              | 34              | 63              | 90              | 125             | 137             | 97              | 108             | 93              | 77              | 47              | 34              | 926             |
| Днів з опадами                                                   | 5,5             | 6,3             | 9,0             | 9,7             | 11,6            | 11,5            | 8,7             | 8,6             | 7,8             | 8,1             | 6,8             | 6,0             | 99,6            |
| Днів зі снігом                                                   | 3,6             | 2,9             | 1,3             | 0,3             | 0               | 0               | 0               | 0               | 0               | 0               | 1,2             | 3,4             | 12,7            |
| Вологість повітря, %                                             | 69.7            | 69.2            | 65.8            | 64.1            | 68.5            | 71.2            | 69.9            | 70.8            | 72.4            | 68.0            | 70.8            | 72.3            | 69.4            |
| ---------------------------------------------------------------- | --------------- | --------------- | --------------- | --------------- | --------------- | --------------- | --------------- | --------------- | --------------- | --------------- | --------------- | --------------- | --------------- |
| Джерело: NOAA (relative humidity and sun 1961–1990), Weather.com |                 |                 |                 |                 |                 |                 |                 |                 |                 |                 |                 |                 |                 |

## Демографія
Згідно з переписом 2010 року, у місті мешкали 127 473 особи в 53 943 домогосподарствах у складі 30 707 родин. Густота населення становила 801 особа/км².  Було 59582 помешкання (374/км²).
Расовий склад населення:
| - 76,2 % — білих - 11,3 % — чорних або афроамериканців - 1,4 % — корінних американців - 1,3 % — азіатів - 0,1 % — вихідців з тихоокеанських островів - 4,7 % — осіб інших рас |

До двох чи більше рас належало 4,9 %. Частка іспаномовних становила 13,4 % від усіх жителів.
За віковим діапазоном населення розподілялося таким чином: 24,4 % — особи молодші 18 років, 61,3 % — особи у віці 18—64 років, 14,3 % — особи у віці 65 років та старші. Медіана віку мешканця становила 36,0 року. На 100 осіб жіночої статі у місті припадало 91,6 чоловіків;  на 100 жінок у віці від 18 років та старших — 88,0 чоловіків також старших 18 років.
Середній дохід на одне домашнє господарство  становив 57 325 доларів США (медіана — 42 250), а середній дохід на одну сім'ю — 70 763 долари (медіана — 56 437). Медіана доходів становила 41 540 доларів для чоловіків та 34 026 доларів для жінок. За межею бідності перебувало 19,2 % осіб, у тому числі 26,5 % дітей у віці до 18 років та 8,3 % осіб у віці 65 років та старших.
Цивільне працевлаштоване населення становило 58 821 осіб. Основні галузі зайнятості: освіта, охорона здоров'я та соціальна допомога — 27,1 %, роздрібна торгівля — 11,7 %, мистецтво, розваги та відпочинок — 10,2 %, науковці, спеціалісти, менеджери — 9,0 %.

## Уродженці
- Гейл Гамільтон (1880—1942) — американський актор, письменник і продюсер
- Юсов Федір Сергійович (1915—1998) — український художник
- Аннетт Бенінг (* 1958) — американська акторка
- Катріна Лесканіч (* 1960) — американська музикантка, письменниця.